# Влоцкие
Влоцкие (пол. Włocki) — дворянский род.
Из прежнего Воеводства Краковского. Яцек из-Влок Влоцкий в 1693 году купил у Гротуса имение Бяла-вода с принадлежностями, в Повете Сандецком.

## Описание герба
Щит червлёный, рассечен. В правом поле три серебряных копейных острия в звезду; в левом поле золотой срубленный пень с пятью сучьями: с правой стороны тремя, а с левой двумя, и на нём крест.
На щите дворянский коронованный шлем. Намёт на щите червлёный, подложенный справа серебром, слева золотом.